# ラグラン (モニター)
|          | |
| 艦歴     | |
| 発注     | |
| 起工     | 1914年12月1日 |
| 進水     | 1915年4月29日 |
| 就役     | 1915年5月 |
| 退役     | |
| その後   | 1918年1月20日に戦没 |
| 除籍     | |
| 性能諸元 | |
| 排水量   | 6,150トン |
| 全長     | 334.5 ft (102.0 m) |
| 全幅     | 90 ft (27 m) |
| 吃水     | 10.2 ft (3.1 m) |
| 機関     | |
| 最大速   | 6ノット (11 km/h) |
| 乗員     | 198名 |
| 兵装     | 14インチ砲2門、 12ポンド砲2門、 3ポンド対空砲1門、 2ポンド対空砲1門、 14インチ砲2門（1918年増設） 6インチ砲1門（1918年増設） 12ポンド対空砲2門（1918年増設） |

ラグラン (HMS Raglan) はイギリス海軍のモニター。アバクロンビー級。

## 艦歴
1914年12月1日起工。1915年4月29日進水。同年6月24日就役。艦名は最初ロバート・E・リー (Robert E Lee) であったが、1915年5月31日にM3となり、同年6月19日にロード・ラグラン (Lord Raglan) となった後、23日にラグランとなった。
就役後、アバークロンビー級モニターは4隻ともガリポリの戦いに投入された。ラグランは1915年6月28日にイギリスを離れ、巡洋艦ダイアナに曳航されてダーダネルス海峡へ向かった。ラグランは7月22日に現地に到着した。
ガリポリの戦いが終わると、アバークロンビー級4隻のうち2隻がイギリスに戻ったが、ラグランとアバークロンビーは地中海に残った。
1918年1月20日、ラグランはモニターM28とともにインブロス島北東部のKusu湾に停泊していた。この日、トルコの巡洋戦艦ヤウズ・スルタン・セリムと巡洋艦ミディッリがダーダネルス海峡から出撃してきた。2隻は発見されること無くKusu湾に接近し、インブロス島北東部で哨戒中であった駆逐艦リザードが2隻を発見した。トルコ艦隊はリザードを追い払った後2隻のモニターに対して攻撃を開始し、ミディッリの第4斉射でラグランに命中弾が出た。この後さらにミディッリから機関室などに命中弾を受け、それからヤウズ・スルタン・セリムの280mm砲弾が命中した。これにより主砲が使用不能となり、艦の放棄が命じられた。攻撃はこの後も続き、ラグランは爆発を起こして着底した。ラグランの戦死者は127人で生存者は93人であった。また、この戦闘ではM28も撃沈された。